# Gerben de Knegt

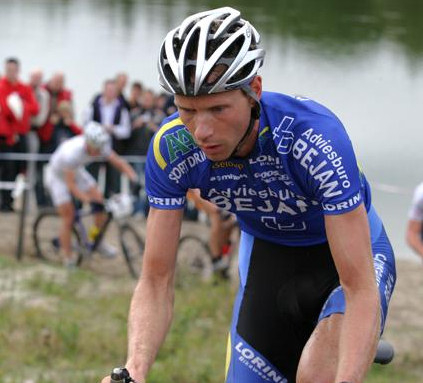
Gerben de Knegt (2006)

Gerben de Knegt (* 11. Dezember 1975 in Tilburg) ist ein ehemaliger niederländischer Radrennfahrer.
Von 1991 bis 1996 fuhr Gerben de Knegt hauptsächlich auf dem Mountainbike. Ab 1997 konzentrierte er sich auf die Disziplin Cross. 1999 konnte er die Paris–Roubaix-Austragung für Mountainbiker gewinnen. 2002 und 2006 wurde er nationaler Meister im Cross. In der Superprestige-Serie wurde er in der Saison 2005/2006 jeweils einmal Erster, Zweiter und Dritter. Damit belegt er in der Gesamtwertung den zweiten Platz hinter Sven Nys.
Ende der Cyclocross-Saison 2012/2013 beendete er seine Karriere.

## Erfolge – Mountainbike
1999
- Paris–Roubaix

2005
- Topcompetitie

## Erfolge – Cyclocross
2001/2002
- Internationale Centrumcross van Surhuisterveen
- Niederländischer Meister

2005/2006
- Cyclo-Cross International de Marle
- Superprestige #6 Diegem
- Niederländischer Meister
- GvA Trofee – Internationale Sluitingsprijs

2006/2007
- Gva Trofee – Grote Prijs van Hasselt

2009/2010
- Ciclocross del Ponte
- Internationale Centrumcross van Surhuisterveen

2011/2012
- Internationale Centrumcross van Surhuisterveen

## Teams
- 2000–2001 Rabobank
- 2002–2004 Rabobank TT3
- 2005–2009 Rabobank Continental
- 2010 Rabobank Continental (bis 31. Juli)
- 2010 Rabobank-Giant Off-Road Team (ab 1. August)
- 2011–2012 Rabobank-Giant
- 2013 Orange Babies Cycling Team